# 4279 Де Ґаспаріс
4279 Де Ґаспаріс (4279 De Gasparis) — астероїд головного поясу, відкритий 19 листопада 1982 року.
Тіссеранів параметр щодо Юпітера — 3,515.